# Micryletta steinegeri
Micryletta steinegeri es una especie de anfibio anuro de la familia Microhylidae. Se distribuye por el centro y sur de Taiwán por debajo de los 1000 m s. n. m.  Se encuentra amenazada de extinción a causa de la pérdida de su hábitat natural.